# Hondaella caperata
Hondaella caperata là một loài Rêu trong họ Hypnaceae. Loài này được (Mitt.) B.C. Tan & Z. Iwats. mô tả khoa học đầu tiên năm 1993.